# Ophiomorus tridactylus
Espèce
Synonymes
- Sphenocephalus tridactylus Blyth, 1853

Ophiomorus tridactylus est une espèce de sauriens de la famille des Scincidae.

## Répartition
Cette espèce se rencontre dans l'ouest du Pakistan, dans le sud de l'Afghanistan et dans l'est de l'Iran.

## Publication originale
- Blyth, 1854 "1853" : Notices and descriptions of various reptiles, new or little-known. Journal of the Asiatic Society of Bengal, vol. 22, p. 639–655 (texte intégral).